# Palpomyia
Palpomyia är ett släkte av tvåvingar som beskrevs av Johann Wilhelm Meigen 1818. Palpomyia ingår i familjen svidknott.

## Dottertaxa tillPalpomyia, i alfabetisk ordning[1][2]
- Palpomyia abdominalis
- Palpomyia aculeata
- Palpomyia afra
- Palpomyia albiditarsis
- Palpomyia albipennis
- Palpomyia aldrichi
- Palpomyia algeriana
- Palpomyia almeidai
- Palpomyia altispina
- Palpomyia ancorifera
- Palpomyia angustipennis
- Palpomyia apricans
- Palpomyia aquilotibialis
- Palpomyia arenosa
- Palpomyia arkitensis
- Palpomyia armata
- Palpomyia armatipes
- Palpomyia armigera
- Palpomyia armipes
- Palpomyia ashantii
- Palpomyia aspina
- Palpomyia aterrima
- Palpomyia atricoxa
- Palpomyia balozeti
- Palpomyia barrettoi
- Palpomyia basalis
- Palpomyia belkini
- Palpomyia bicolor
- Palpomyia bipicta
- Palpomyia bispinosa
- Palpomyia boliviensis
- Palpomyia bottimeri
- Palpomyia brachialis
- Palpomyia brandti
- Palpomyia brasiliensis
- Palpomyia brevipes
- Palpomyia buettikeri
- Palpomyia burmae
- Palpomyia calcarata
- Palpomyia calderana
- Palpomyia callangana
- Palpomyia canadensis
- Palpomyia cantuaris
- Palpomyia carioca
- Palpomyia carrerai
- Palpomyia castanea
- Palpomyia castellana
- Palpomyia catarinensis
- Palpomyia chilensis
- Palpomyia citrinipes
- Palpomyia columbiana
- Palpomyia concoloripes
- Palpomyia conifera
- Palpomyia craponnei
- Palpomyia crassicrus
- Palpomyia crassifemur
- Palpomyia crassinervis
- Palpomyia crassipalpis
- Palpomyia cressoni
- Palpomyia csikii
- Palpomyia decima
- Palpomyia deminutipalpis
- Palpomyia distincta
- Palpomyia divisa
- Palpomyia downesi
- Palpomyia ebejeri
- Palpomyia elogoni
- Palpomyia exotica
- Palpomyia fergana
- Palpomyia flaviceps
- Palpomyia flavipectus
- Palpomyia flavipes
- Palpomyia flavitarsis
- Palpomyia flavitibialis
- Palpomyia flavoscutellata
- Palpomyia flexidigita
- Palpomyia fulva
- Palpomyia fulvescens
- Palpomyia fulvithorax
- Palpomyia fusca
- Palpomyia fuscipectus
- Palpomyia gilva
- Palpomyia globulifera
- Palpomyia grossipes
- Palpomyia guarani
- Palpomyia guyana
- Palpomyia hastata
- Palpomyia helviscutellata
- Palpomyia hispida
- Palpomyia iberaensis
- Palpomyia indistincta
- Palpomyia indivisa
- Palpomyia inermicollis
- Palpomyia inflatifemoralis
- Palpomyia infuscata
- Palpomyia insularis
- Palpomyia jamnbacki
- Palpomyia jimmensis
- Palpomyia johannseni
- Palpomyia johnstoni
- Palpomyia jonesi
- Palpomyia kernensis
- Palpomyia kilembei
- Palpomyia kirgizica
- Palpomyia korni
- Palpomyia kurwana
- Palpomyia kyotoensis
- Palpomyia lacorum
- Palpomyia lacteipennis
- Palpomyia lacustris
- Palpomyia laensis
- Palpomyia lanceolifera
- Palpomyia leucopogon
- Palpomyia limnochares
- Palpomyia lineata
- Palpomyia linsleyi
- Palpomyia longa
- Palpomyia longicornis
- Palpomyia lundstroemi
- Palpomyia luteifemorata
- Palpomyia luteiventris
- Palpomyia lutzi
- Palpomyia maai
- Palpomyia macracantha
- Palpomyia maculicrus
- Palpomyia magali
- Palpomyia magna
- Palpomyia magnispinosa
- Palpomyia mahyoubi
- Palpomyia manilensis
- Palpomyia melacheira
- Palpomyia mellichroa
- Palpomyia micans
- Palpomyia microcera
- Palpomyia microchela
- Palpomyia miki
- Palpomyia montana
- Palpomyia monticola
- Palpomyia morenae
- Palpomyia multispinosa
- Palpomyia murina
- Palpomyia nakali
- Palpomyia namwambae
- Palpomyia nana
- Palpomyia nelsoni
- Palpomyia nigricans
- Palpomyia nigridorsum
- Palpomyia nigrina
- Palpomyia nigripalpis
- Palpomyia nigripectus
- Palpomyia nigripes
- Palpomyia nigritarsalis
- Palpomyia nigrithorax
- Palpomyia nigroflava
- Palpomyia nigroscutellata
- Palpomyia nigrotibialis
- Palpomyia nitidissima
- Palpomyia novaeguineae
- Palpomyia novaeirelandensis
- Palpomyia novitibialis
- Palpomyia obscurella
- Palpomyia occidentalis
- Palpomyia oliffi
- Palpomyia oliveirai
- Palpomyia pacifica
- Palpomyia pallida
- Palpomyia pampana
- Palpomyia panacantha
- Palpomyia paraensis
- Palpomyia patagonica
- Palpomyia paulistensis
- Palpomyia pendleburyi
- Palpomyia plebeiella
- Palpomyia plebeja
- Palpomyia polyacantha
- Palpomyia portali
- Palpomyia praeusta
- Palpomyia pruinulosa
- Palpomyia pseudolacustris
- Palpomyia pseudorufa
- Palpomyia puberula
- Palpomyia pungens
- Palpomyia quadrispinosa
- Palpomyia quadristriata
- Palpomyia raignieri
- Palpomyia rastellifera
- Palpomyia remmi
- Palpomyia reversa
- Palpomyia riouxi
- Palpomyia rivularis
- Palpomyia rossica
- Palpomyia rubiginosa
- Palpomyia rufa
- Palpomyia ruficrus
- Palpomyia rufipes
- Palpomyia rutshuruensis
- Palpomyia sanctaeluciae
- Palpomyia scabra
- Palpomyia scalpellifera
- Palpomyia schmidti
- Palpomyia semiermis
- Palpomyia seneveti
- Palpomyia sentior
- Palpomyia serraticauda
- Palpomyia serripes
- Palpomyia sinanoensis
- Palpomyia singularis
- Palpomyia sordidipes
- Palpomyia spinifemur
- Palpomyia spinipes
- Palpomyia spinosa
- Palpomyia spinulosa
- Palpomyia stella
- Palpomyia stonei
- Palpomyia subalpina
- Palpomyia subaspera
- Palpomyia subfuscula
- Palpomyia tainana
- Palpomyia tamaricis
- Palpomyia tamoioi
- Palpomyia tanycornis
- Palpomyia tasmanica
- Palpomyia tauffliebi
- Palpomyia tenuicrus
- Palpomyia terrea
- Palpomyia thomsoni
- Palpomyia tibialis
- Palpomyia tinctipennis
- Palpomyia trifasciata
- Palpomyia turanica
- Palpomyia tuvae
- Palpomyia umbella
- Palpomyia urpicifemoris
- Palpomyia valouisensis
- Palpomyia walteri
- Palpomyia varipilus
- Palpomyia weemsi
- Palpomyia venetiae
- Palpomyia verna
- Palpomyia versicolor
- Palpomyia wirthi
- Palpomyia vittata
- Palpomyia wittei
- Palpomyia xanthothorax
- Palpomyia yasumatsui
- Palpomyia zernyi